# Alexander Roslin
Alexander Roslin, znany też jako Le Chevalier Roslin (ur. 15 lipca 1718 w Malmö, zm. 5 lipca 1793 w Paryżu) – szwedzki malarz rokokowy, portrecista aktywny głównie we Francji.

## Życiorys
Kształcił się w Szwecji, początkowo w Karlskronie, a później w Sztokholmie u malarza Georga Engelharda Schrödera. Ojczyznę opuścił w 1745 i przez Bayreuth (1745–1747) i Parmę (1751–1752) dotarł do Paryża, gdzie osiedlił się na stałe w 1752 roku. Rok później został przyjęty do Akademii Francuskiej i szybko stał się popularnym portrecistą. Pracował głównie na zlecenie europejskiej arystokracji i szlachty, wyjeżdżał m.in. do Warszawy, Wiednia, Petersburga i Sztokholmu. Jego żona Marie-Suzanne Giroust była utalentowaną pastelistką.
Alexander Roslin malował pod wpływem twórców francuskich, szczególnie François Bouchera. Tworzył wyłącznie portrety indywidualne i zbiorowe, swobodnie posługując się różnymi technikami malarskimi. Jego prace odznaczają się analizą psychologiczną przedstawianych postaci, ciepłą kolorystyką i perfekcją w odtwarzaniu tkanin i delikatnej cery modelek. Za najlepsze dzieło artysty uchodzi portret żony, znany pod tytułem Dama w czarnej woalce z 1768. Liczne dzieła malarza rozproszone są w galeriach i muzeach na całym świecie, m.in. w Ermitażu, Luwrze, National Gallery w Londynie i Nationalmuseum w Sztokholmie.

## Wybrane prace
- Autoportret z żoną Marią Suzanne Giroust, 1767, Nationalmuseum, Sztokholm,
- Dama w czarnej woalce, 1768, Nationalmuseum, Sztokholm,
- Gustaw III i jego bracia Anglicy, 1771, Nationalmuseum, Sztokholm,
- Karol Gustaw w szatach koronacyjnych, 1771, Zamek Gripsholm,
- Portret Adama Kazimierza Czartoryskiego, Muzeum Narodowe w Warszawie,
- Portret Izabeli z Flemingów Czartoryskiej, 1774, Muzeum Narodowe w Krakowie,
- Portret Katarzyny II, Pałac Zimowy, Petersburg,
- Portret Marii Krystyna Habsburg, Albertina, Wiedeń.

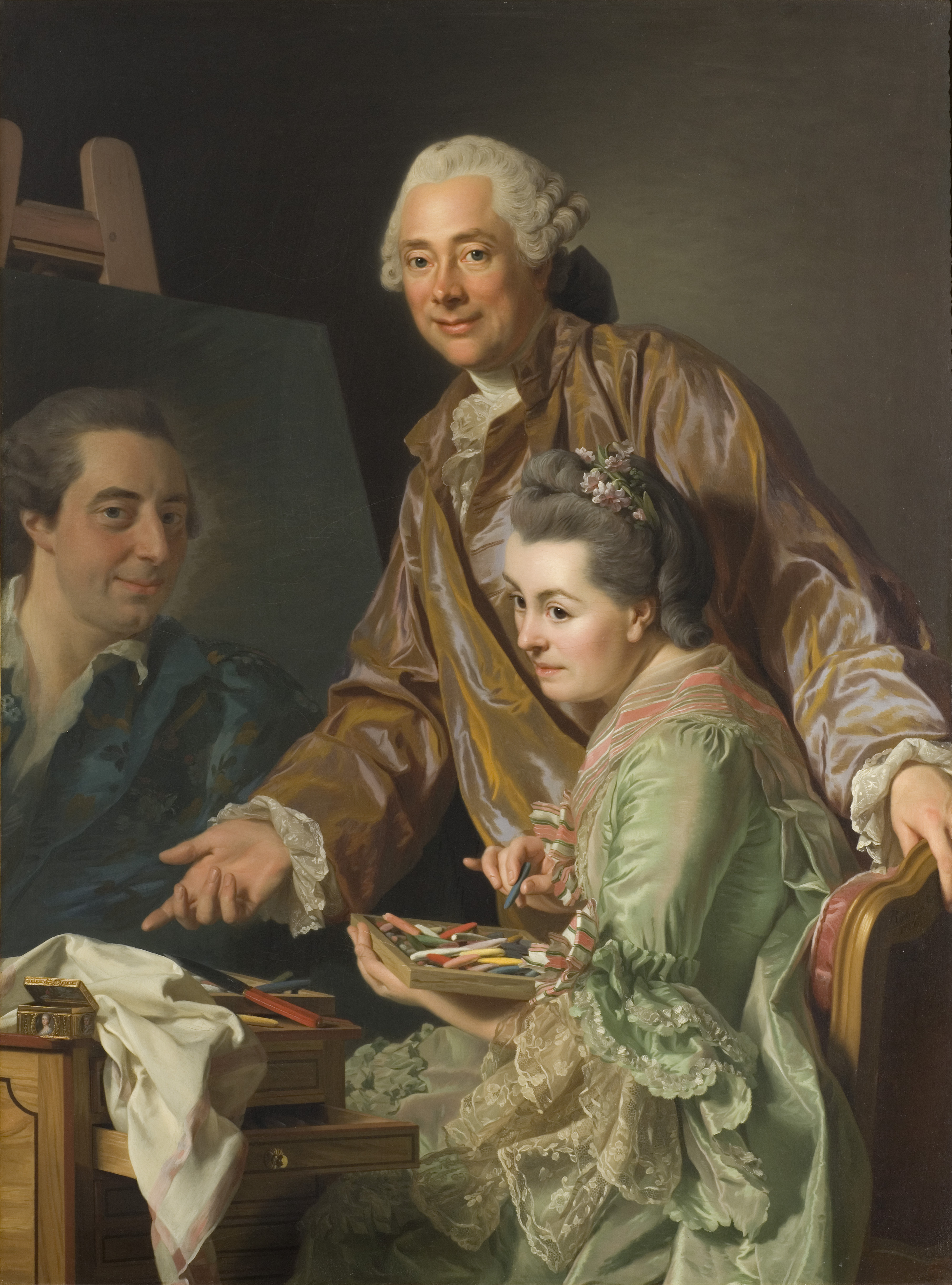
Autoportret z żoną Marią Suzanne Giroust Nationalmuseum Sztokholm, 1767
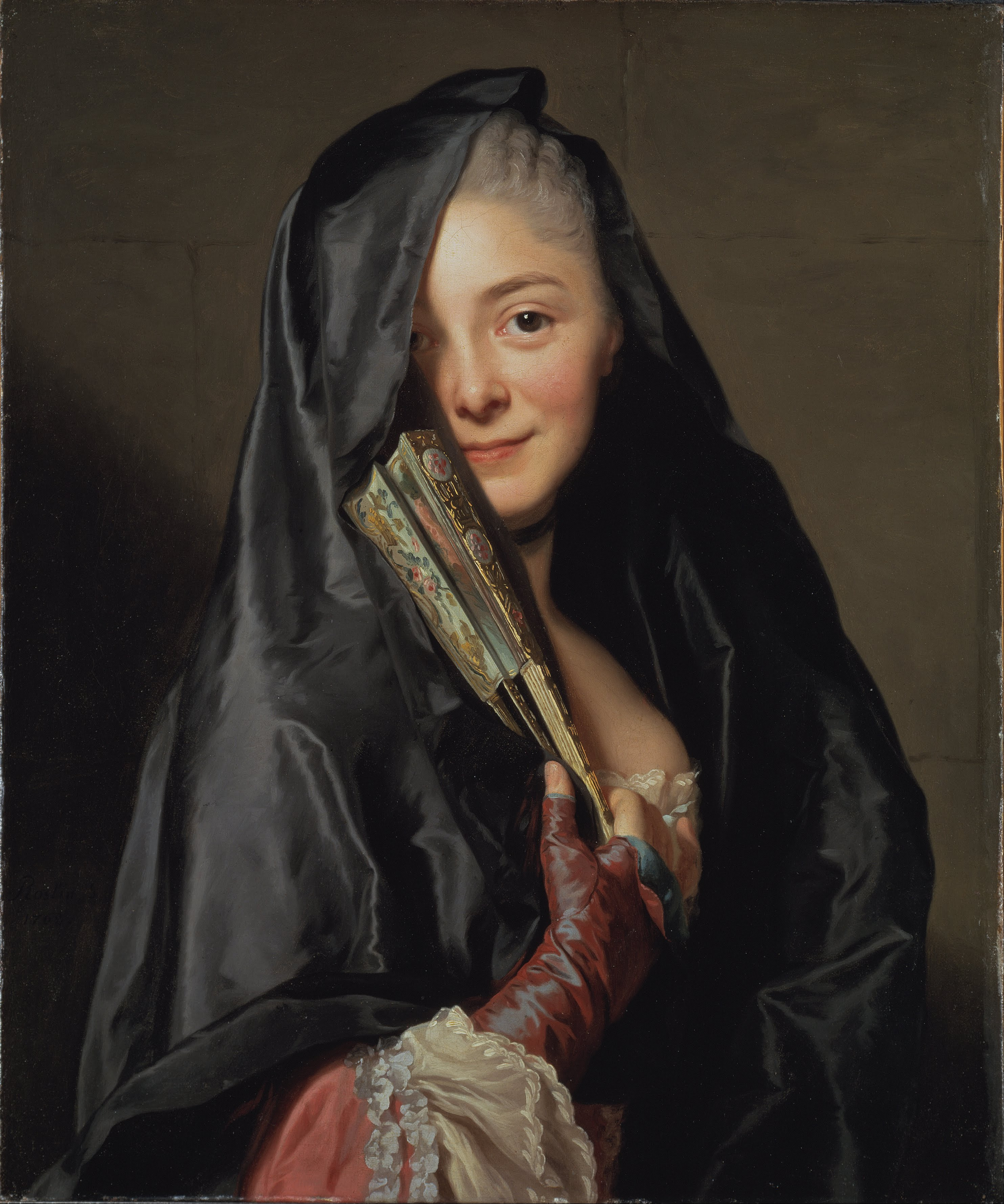
Dama w czarnej woalce Nationalmuseum Sztokholm, 1768
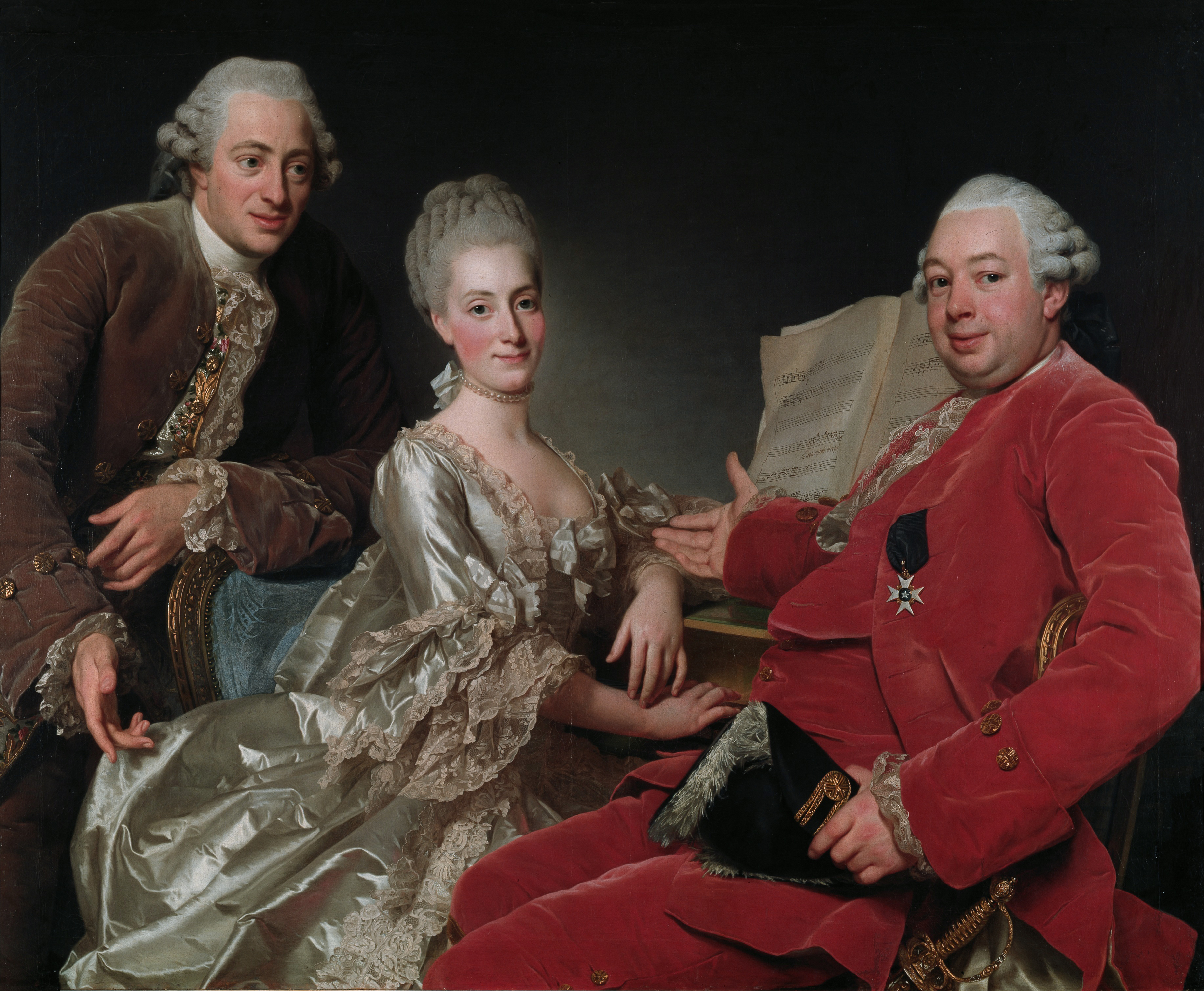
Portret Johna Jenningsa Esq., Jego brata i szwagierki Nationalmuseum Sztokholm, 1769
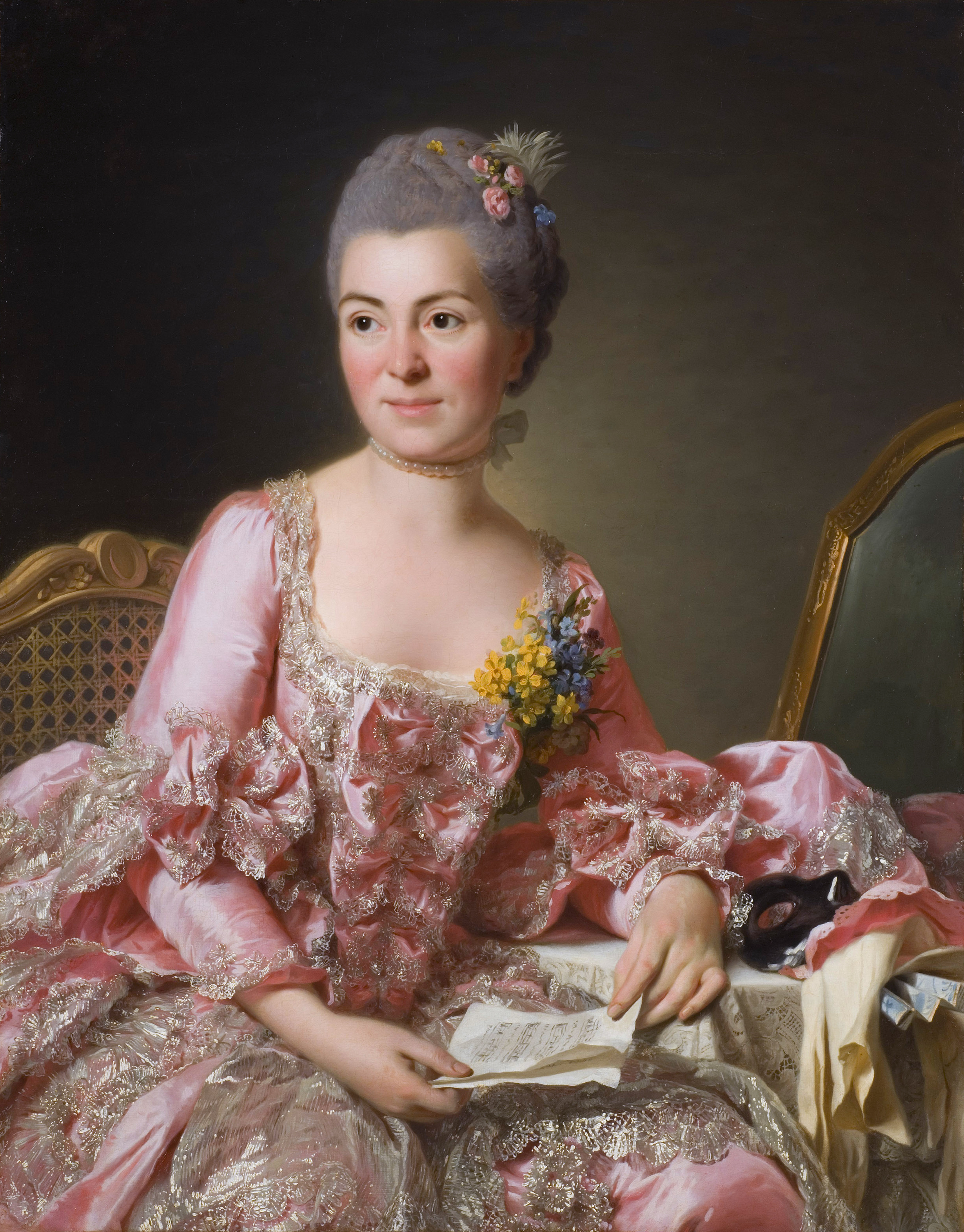
Artystka Marie Suzanne Giroust (żona Alexandra Roslina) Nationalmuseum Sztokholm, 1770
Gustaw III i jego bracia Anglicy Nationalmuseum, Sztokholm, 1771
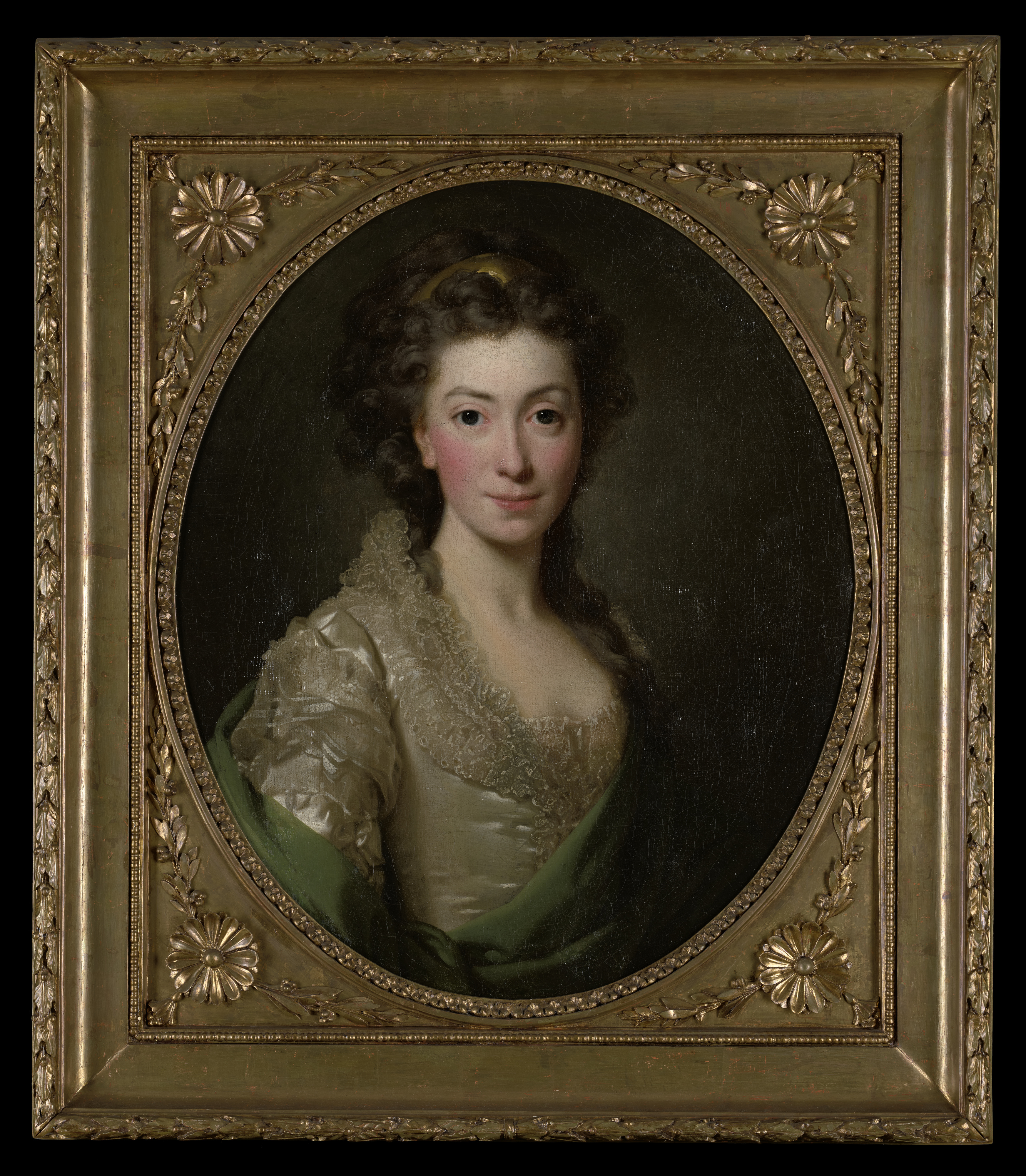
Portret Izabeli z Flemingów Czartoryskiej Muzeum Narodowe w Krakowie, 1774